# Armando Sá
Armando Miguel Correia de Sá (Maputo, 16 de septiembre de 1975), conocido como Armando Sá o simplemente Armando, es un exjugador mozambiqueño de fútbol, que también posee pasaporte portugués.

## Trayectoria
Jugaba como lateral derecho, perteneciendo a distintos equipos de Portugal, desde el Os Belenenses hasta el SL Benfica, pasando por otros como el SC Vila Real.
Estuvo también en la liga española, primero en el Villarreal CF, donde tuvo que disputar su posición con Javi Venta, y después en el RCD Espanyol de Barcelona.
Finalmente pasó por el Leeds United y actuó en la liga iraní con el Foolad y el Sepahan. Ha ganado una Intertoto en el 2004 y una Copa del Rey en 2006. Lleva 21 internacionalidades con Mozambique.[cita requerida]

## Clubes
| Club            | País       | Años        |
| --------------- | ---------- | ----------- |
| Rio Ave FC      | Portugal   | 1998 - 2001 |
| SC Braga        | Portugal   | 2001        |
| SL Benfica      | Portugal   | 2002 - 2004 |
| Villarreal CF   | España     | 2004 - 2005 |
| RCD Espanyol    | España     | 2005 - 2007 |
| Leeds United FC | Inglaterra | 2007        |
| Foolad FC       | Irán       | 2007 - 2008 |
| Sepahan FC      | Irán       | 2008 - 2010 |

### Palmarés
| Título         | Club             | País                                      | Año  |
| -------------- | ---------------- | ----------------------------------------- | ---- |
| Copa Intertoto | Villarreal C. F. | Heerenveen (P. Bajos) Villarreal (España) | 2003 |
| Copa del Rey   | Espanyol         | Madrid (España)                           | 2006 |